# ダヤン・ビシエド
ダヤン・ビシエド・ペレス（Dayán Viciedo Pérez、1989年3月10日 - ）は、キューバ・ビジャ・クララ州レメディオス出身のプロ野球選手（内野手、外野手）。右投右打。横浜DeNAベイスターズ所属。

## 経歴

### キューバ時代
キューバでは同世代リーグでの圧倒的な成績（打率.405・5本塁打・18打点・14盗塁）を携え、2004-2005シーズンに15歳で国内リーグ"セリエ・ナシオナル・デ・ベイスボル"デビュー。
2007-2008シーズンまでナランハス・デ・ビジャ・クララに所属していた。
AA世代（15歳前後）の国際大会出場の頃から注目を集め始め、昔のオマール・リナレスと比較されるようになった。同世代のジュニアナショナルチームの中では遊撃手であったが、三塁手と外野手を掛け持ちで務めて出場した。
2006年の第1回WBCの一次候補にも挙がるなど順調であった。
2006-2007シーズンにおいては90試合で打率.252・8本塁打・OPS.776と前のシーズンより下げ、不振に苦しんだ。

### ホワイトソックス時代

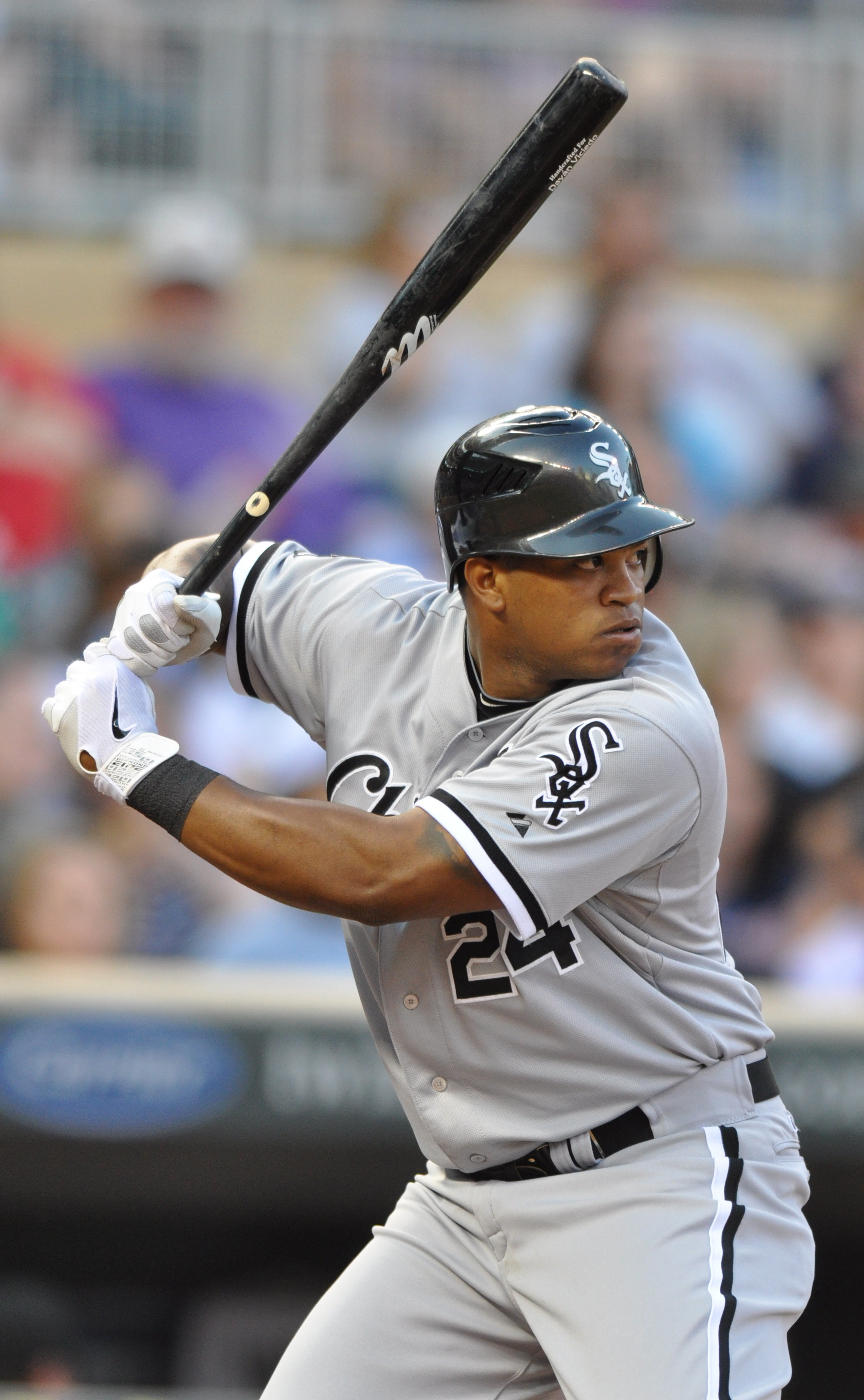
シカゴ・ホワイトソックス時代
（2012年6月26日）

2008年5月にいかだに乗ってキューバから亡命し、アメリカ合衆国のフロリダ半島に上陸した後、ドミニカ共和国で居住権を確立した。同年12月12日に同じくキューバ出身の亡命選手であるホセ・コントレラス、アレクセイ・ラミレスが所属しているMLBのシカゴ・ホワイトソックスと4年総額1000万ドルで契約を結び、入団した。
2009年7月のオールスター・フューチャーズゲームの世界選抜に選ばれた。
2010年6月20日のワシントン・ナショナルズ戦で21歳にしてメジャーデビュー。
2011年はAAA級シャーロット・ナイツで119試合に出場し、打率.296・20本塁打・OPS.856を記録。AAA級のオールスターゲームにも選ばれた。8月26日にカルロス・クエンティンが故障者リスト入りしたためメジャーへ昇格。この年は29試合に出場し、1本塁打6打点1盗塁、打率.255だった。
2012年はホワイトソックスの正左翼手として147試合に出場し、打率.255・25本塁打・78打点・OPS.744を記録した。
2013年2月22日に1年契約に合意。4月半ばには脇腹痛により、約3週間DL入りした。この年も正左翼手として124試合に出場したが長打力は影を潜め、打率.265・14本塁打・56打点という成績に終わった。守備にも課題を残し、左翼を109試合で守って5失策・守備率.970・DRS - 5という内容だった。
2014年1月13日にホワイトソックスと280万ドルの1年契約に合意。この年は中堅手であるアダム・イートンの活躍により、アレハンドロ・デアザが左翼の守備に就くことが多くなり、ビシエドは左翼手と右翼手を兼任することとなった。145試合に出場し、打率.231・21本塁打・58打点だった。本塁打数は2年ぶりに20本台に戻したが、代償として打率を大きく下げた。
2015年1月12日にホワイトソックスと440万ドルの1年契約に合意した。しかし、1月28日に戦力外となり、2月4日に解雇された。

### ホワイトソックス退団後
2015年3月1日にトロント・ブルージェイズとマイナー契約を結んだが、31日に解雇となった。6月11日にはオークランド・アスレチックスとマイナー契約を結んだが、7月30日に自由契約となった。8月1日にはホワイトソックスとマイナー契約を結ぶが、オフに自由契約となった。結局、2015年はマイナーリーグの2球団（AAA級ナッシュビル・サウンズとAAA級シャーロット・ナイツ）で計66試合に出場し、打率.287・8本塁打だった。

### 中日時代

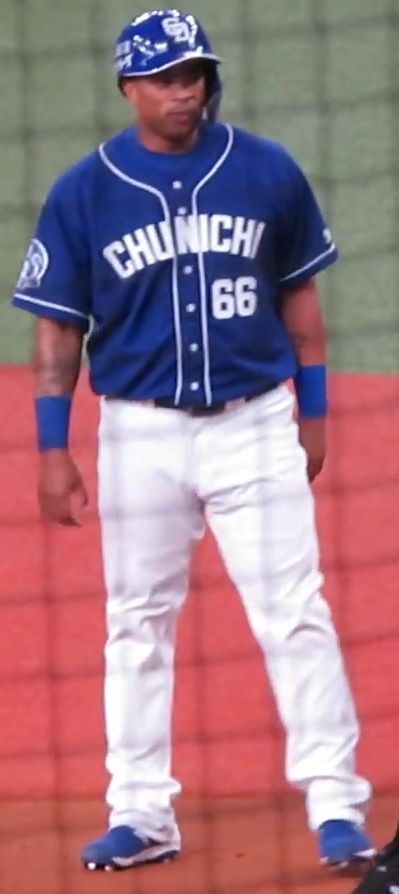
（2021年4月3日）

2015年12月1日、中日ドラゴンズが獲得を発表。背番号は66。
2016年は開幕から3試合連続ソロ本塁打を放ったが、これは新外国人として史上初の快挙だった。さらに2試合目、3試合目に猛打賞を記録し、開幕3連戦終了時点で12打数8安打 打率.667を記録した。4月17日の対阪神タイガース戦では来日初となるサヨナラ本塁打を放った。同月24日の対東京ヤクルトスワローズ戦（ナゴヤドーム）で2点を追う8回一死満塁の打席でジョシュ・ルーキーから来日初の満塁本塁打となる逆転満塁本塁打を放った。5月7日の対読売ジャイアンツ5回戦（東京ドーム）で2回表に今村信貴から左越ソロ、右越3ランの2本塁打を放ち、1イニング2本塁打（史上19人目（21度目））を達成。5月10日には、セ・リーグの3・4月度月間MVPを受賞した。外国人枠の野手による来日1年目開幕月での受賞はリーグ初。このようにシーズン序盤は絶好調だったものの、徐々に調子を落としていき、15試合連続本塁打0などスランプに陥った。8月は9日の対ヤクルト戦（ナゴヤドーム）で1-1の同点で迎えた延長10回二死二塁の打席でシーズン2度目のサヨナラ打となるサヨナラ適時打を放ったが、13日の阪神戦（京セラドーム大阪）では守備機会中に二塁手の高橋周平と交錯し、左足首を痛めて登録抹消を余儀なくされた。9月13日の広島東洋カープ戦で復帰したが、先発での出場はなく、もっぱら代打としての出場のみでシーズンを終了。球宴明けの本塁打数は3本にとどまった。11月22日、翌2017年シーズンの中日残留が発表された。
2017年、5月は19日の対広島戦（ナゴヤドーム）で3-3の同点で迎えた延長10回二死一塁の打席でジェイ・ジャクソンからサヨナラ2点本塁打を放つなど、25試合に出場し、月間打率.341、8本塁打、25打点の成績で自身2度目の月間MVPを受賞した。交流戦期間中の6月16日、米国市民権取得のためチームを離れ、渡米した。当初は1週間程度で再来日できる予定であったものの、手続きが難航した影響で戦線復帰には1か月を要した。背景にはドナルド・トランプ政権下での移民政策の転換があるとされる。8月14日のヤクルト戦では近藤一樹から死球を受け右腕尺骨を骨折、シーズン中の復帰が絶望的となり、結局以降の出場は無いままシーズンを終えた。
2018年は7月10日の対横浜DeNAベイスターズ戦（横浜スタジアム）で6回二死満塁の打席で国吉佑樹からこの試合2本目の本塁打となる満塁本塁打を放つなど、1試合2本塁打6打点と活躍した。8月から急激に調子を上げて月間46安打を達成し、村田修一の持つセ・リーグ記録に並んだ。8月最後のナゴヤドームでの巨人戦で先発C.C.メルセデスから左前へ先制適時打を放ち、月間安打を「47」としてリーグ記録を更新した。しかし、イチローの持つ月間最多安打のNPB記録であった48安打にはあと一打届かなかった。同月は月間打率.465、7本塁打、24打点の成績で自身3度目の月間MVPを受賞した。2018年シーズンの対広島戦は132試合消化時点で打率.404、18打点、5本塁打と、打率、打点、本塁打の全てにおいて、50打数以上を記録した選手の中ではチーム1位の対広島戦打撃成績を残した。9月以降も好調をキープし、首位打者と最多安打の2つのタイトルを獲得した。また、セ・リーグ一塁手部門でベストナインを獲得した。
2019年は4月12日の対阪神戦で2本の本塁打を放ちチームは連勝を飾った。同月27日の対阪神戦で4回に3点本塁打で逆転し、連敗を止めた。しかし、5月は本塁打が中々出ず、31日に114打席ぶりの本塁打を放った。9月4日の対巨人戦、4回に自打球を当て途中交代し、「左足関節内側の打撲」と診断されたが、以後の試合にも強行出場した。最終的に全試合に出場、打率.315、18本塁打、93打点を記録し、2年連続でセ・リーグ一塁手部門でベストナインに選出された。
2020年は開幕戦となった6月19日の対ヤクルト戦、1回に先制2点本塁打を放った。また、この本塁打はシーズン12球団最速となった。7月10日の対広島戦（ナゴヤドーム）で2-2の同点で迎えた延長10回一死無走者の打席でヘロニモ・フランスアからサヨナラ本塁打を放った。その後は好調を維持するも7月21日の巨人戦で菅野智之から左肘に死球を受けたのを機に調子が低迷し、シーズン終盤に入ると、9月23日の対ヤクルト戦（ナゴヤドーム）で8回一死満塁の打席で清水昇から満塁本塁打を放ったが、10月28日の阪神戦では、8回裏の守備で近本光司の放った打球に飛びついた際に左肩を脱臼。そのままシーズンを終え、打率は規定打席に到達したシーズンでは自己ワーストとなる.267、本塁打数はチームトップながらも自己最少となる17本だった一方で、打点はチームトップかつリーグ4位となる82打点を記録し、勝負強さを発揮した。また、オフに中日の外国人選手としてはアレックス・オチョア以来16年ぶりとなるゴールデングラブ賞を一塁手部門で受賞した。
2021年は3月6日の東北楽天ゴールデンイーグルスとのオープン戦で実戦復帰。3月26日の開幕戦（対広島）では、8回表に逆転2点本塁打を放った。5月18日のDeNA戦から20試合連続安打を記録し、交流戦では6月5日のオリックス・バファローズ戦でシーズン初の1試合2本塁打。12球団トップの打率.409を記録し、交流戦の首位打者を獲得した。7月1日に選手間投票で自身5年ぶり2度目となるオールスターゲームに選出。8月27日の巨人戦で4打点を記録し、レオ・ゴメスが持っていた球団外国人選手の通算打点記録を更新した。最終的に130試合に出場、2年連続となるゴールデングラブ賞を受賞した。また、3年総額1000万ドル（約11億3000万円）で残留した。
2022年は3月25日の対巨人戦で、4回に3年連続開幕戦での本塁打となるソロ本塁打を放った。6月21日に左肩の炎症のため、出場選手登録を抹消された。7月5日に出場選手登録されると、同月26日のオールスターゲームの第1戦（福岡PayPayドーム）に「6番・一塁手」で先発出場。2回無死無走者の打席で山岡泰輔から球宴初となる本塁打を放つなど、2安打1打点の成績で敢闘選手賞に選出された。同月30日の広島戦では来日初の1試合3本塁打を記録した。9・10月は22試合に出場してリーグトップの36安打を放ち、月間打率.367の成績で自身4度目の月間MVPを受賞した。しかし最終的にシーズン打率は.294だったものの、本塁打は来日以降最少の14本に留まり、併殺打はリーグワーストの20個だった。
2023年は開幕から8試合に出場して打率.281、0打点の成績で、4月12日に出場選手登録を抹消された。5月2日に一軍に復帰するも、復帰後は打率.174、0打点の成績に終わり、同月10日に再び出場選手登録を抹消された。同月23日に再び一軍に復帰すると、同月25日の対広島戦（マツダスタジアム）で7回一死一・三塁の打席でシーズン69打席目でシーズン初本塁打となる3点本塁打を放った。6月13日の対千葉ロッテマリーンズ戦で、6回にソロ本塁打を放ち、日米通算200本塁打を達成した。7月25日の対DeNA戦（バンテリンドーム ナゴヤ）では来日初めて1番打者で先発出場するも、結果は3打数無安打に終わった。シーズンでは91試合に出場し、打率.244、6本塁打、23打点に終わった。国内フリーエージェント権の取得条件を満たし、2024年からは日本人選手扱いとなった。
2024年は開幕を二軍で迎えた。5月16日に一軍初昇格すると、6月6日の対福岡ソフトバンクホークス戦（バンテリンドーム ナゴヤ）で4回無死無走者の打席で石川柊太からシーズン初本塁打を放ち、チームの1950年の2リーグ分立後の通算5000勝に貢献した。同月9日までは15試合に出場し、打率.209（43打数9安打）、1本塁打、2打点の成績で、同日付で出場選手登録を抹消された。以降は二軍調整が続いた。10月6日、球団が翌年の契約を更新しない通告をしたと発表した。

### メキシカンリーグ時代
2025年5月8日、メキシカン・リーグのドスラレドス・オウルズと選手契約を締結した。同年7月8日までにオウルズで38試合に出場し、打率.276、8本塁打を記録した。

### DeNA時代
2025年7月19日、横浜DeNAベイスターズが獲得を発表した。背番号は中日時代と同じ66。7月29日に一軍合流し、日本復帰4試合目までは代打起用による出場であったが、8月2日対巨人戦にて「6番一塁手」で先発出場し、復帰後初安打となる二塁打を含む2安打、初打点を記録した。17日の試合には移籍後初ホームランも記録した。

## 選手としての特徴

### 打撃
レベルスイングで広角にライナーを打ち分ける打撃を持ち味とし、本塁打も全方向に打ち込んでいる。速球への対応は平凡だが、変化球を苦にしない。ストライクゾーンの真ん中の球に滅法強い反面、内角や外角の球に弱い。
多少のボール球でも振りに行くフリースインガーで、キューバ人選手特有の早いカウントから積極的に打ちに行く姿勢は年々改善されているが、ボール球を振る悪癖については「わかっていても難しい」と語っている。また、好不調の波がある。
NPB移籍後は特に阪神タイガースとの相性がよく、2016年シーズンは「打率.377（77打数29安打）、7本塁打（22試合）、20打点」で、特に本塁打はシーズンのおよそ3分の1を阪神戦で記録している。来日当初に懸念されていたフリースインガーぶりは改善傾向を示しており、2016年の「PA/K」（1三振までに掛かる打席数）は「6.93」、「BB/K」（四球と三振の割合から打者の選球眼を見る指標の一つ）は「0.65」で、これはセ・リーグの外国人打者としてはいずれもリーグ1位（全体では「PA/K」がリーグ8位、「BB/K」がリーグ12位）の成績である。また、長打力を示す指標であるIsoPは2016年以後の2シーズンで「0.212→0.202」と高い水準で推移している。広角に打ち分けることができるスプレーヒッターでもあり、2016年は左方向、右方向に9本塁打ずつをそれぞれ放っている。その一方で、3月・4月は「打率.347（98打数34安打、9本塁打）」を記録したが、交流戦は「打率.182（66打数12安打、2本塁打）」、球宴明け以後は「打率.219（91打数20安打、3本塁打）」という成績に終わり、懸念されていた好不調の波の激しさを払拭することができない結果に終わった。
対左投手をとても得意にしており、2016年は「140打席、打率.303、8本塁打、OPS.944（対左投手のOPSはリーグ5位）」、2017年は「63打席、打率.339、8本塁打、OPS1.161（対左投手のOPSはリーグ1位相当）」と、高い水準で推移している。また、ハイボールヒッターであり、2016年は22本塁打のうち高めの球が12本塁打、2017年は18本塁打のうち高めの球が10本塁打であった。

### 守備・走塁
守備ではキューバ時代とメジャーデビュー当初は主に三塁手として起用されていたが、2011年から外野手に転向。2012年に左翼手リーグ2位の13補殺を記録した強肩を備えるが、外野守備は敏捷性に欠け守備範囲が狭く、メジャー通算のDRSとUZR共に平均を大きく下回る。一塁手での出場経験もあるが、一塁守備もメジャー通算のDRSとUZR共に平均を下回る。守備の動きの鈍さはキューバ時代から指摘され、ビジャ・クララやキューバ代表で監督を務めていたビクトル・メサからは「彼は優れた打撃技術を持っているが、同時に年齢の割に驚くほど守備の動きが鈍い」と評されていた。
NPB移籍後は、外野手登録ながら一塁手としての起用が主体（2016年は、一塁手として100試合、左翼手として8試合に先発出場）となり、2018年より内野手登録となる。来日後は守備が上達したと指摘されており、伊東勤ヘッドコーチからは「ハンドリングが素晴らしい。難しいワンバウンドした球でも器用にミットにおさめる」と、京田陽太からは「ビシエドが一塁にいると安心して投げられる」と評されている。2020年シーズンは僅か1失策のみでゴールデングラブ賞を受賞している。

## 人物
- 愛称は「エル・タンケ（El Tanque）」（スペイン語で「戦車」の意）[99]。「戦車」を表す愛称は元々、シカゴ・ホワイトソックスの実況アナウンサーであるケン・ハレルソンが丸々とした体形から名付けたもので、メジャー時代は英語で「The Tank（ザ・タンク）」[100]と呼ばれていた。
- 家族構成は妻と子供3人。中日への移籍当初はフロリダに家族を残し単身で来日。2016年オープン戦期間中の3月11日に、第3子出産の立ち合いのために一時帰国。出産後、子供の体調が思わしくなく、予定より遅れて3月20日の再来日となったが、翌日のオープン戦から試合に出場している[101]。2018年現在は家族も日本に呼び寄せて一緒に暮らしており、子供のうち1人は名古屋市内の学童野球チームに所属しているほか、2021年2月よりドラゴンズベースボールアカデミーに入校[102][103][104]。また、2019年には子供の都合で12月に帰国を延ばしたことにより、通常は外国人選手が参加することがない11月に開催される球団の納会及びファンフェスタにも参加している[105][106]。
- バットは打席ごとにメジャー時代から慣れ親しんだ米ビクタス社製とミズノ製のバットを使い分けている[107][108]。
- キューバ野球の英雄でかつて中日にも在籍したオマール・リナレスを尊敬している。
- 中日に入団した2016年に作成された応援歌は通常版とチャンステーマの2曲あり、どちらも気に入っている。他球団の応援歌では横浜DeNAベイスターズの筒香嘉智の曲が好きだと述べている[109]。
- かつて千葉ロッテマリーンズに所属したレオネス・マーティンとは幼馴染で、ナランハス・デ・ビジャ・クララ時代のチームメイトでもある[110]。

## 詳細情報

### 年度別打撃成績
| 年 度     | 球 団    | 試 合 | 打 席 | 打 数 | 得 点 | 安 打 | 二 塁 打 | 三 塁 打 | 本 塁 打 | 塁 打 | 打 点 | 盗 塁 | 盗 塁 死 | 犠 打 | 犠 飛 | 四 球 | 敬 遠 | 死 球 | 三 振 | 併 殺 打 | 打 率 | 出 塁 率 | 長 打 率 | O P S |
| --------- | -------- | ----- | ----- | ----- | ----- | ----- | -------- | -------- | -------- | ----- | ----- | ----- | -------- | ----- | ----- | ----- | ----- | ----- | ----- | -------- | ----- | -------- | -------- | ----- |
| 2004-2005 | VCL      | 72    | 199   | 186   | 14    | 44    | 5        | 4        | 1        | 60    | 16    | 0     | 1        | 1     | 1     | 9     | 0     | 2     | 44    | 9        | .237  | .278     | .323     | .600  |
| 2005-2006 | VCL      | 86    | 361   | 323   | 54    | 109   | 16       | 4        | 14       | 175   | 58    | 3     | 4        | 1     | 4     | 21    | 3     | 12    | 44    | 6        | .338  | .394     | .542     | .936  |
| 2006-2007 | VCL      | 90    | 369   | 301   | 39    | 76    | 14       | 3        | 8        | 120   | 35    | 2     | 4        | 6     | 1     | 49    | 12    | 12    | 52    | 14       | .253  | .377     | .399     | .776  |
| 2007-2008 | VCL      | 57    | 214   | 177   | 41    | 52    | 5        | 1        | 10       | 89    | 38    | 2     | 1        | 3     | 1     | 28    | 11    | 5     | 27    | 9        | .294  | .403     | .503     | .906  |
| 2010      | CWS      | 38    | 106   | 104   | 17    | 32    | 7        | 0        | 5        | 54    | 13    | 1     | 0        | 0     | 0     | 2     | 0     | 0     | 25    | 5        | .308  | .321     | .519     | .840  |
| 2011      | CWS      | 29    | 113   | 102   | 11    | 26    | 3        | 0        | 1        | 32    | 6     | 1     | 0        | 0     | 0     | 9     | 0     | 2     | 23    | 4        | .255  | .327     | .314     | .641  |
| 2012      | CWS      | 147   | 543   | 505   | 64    | 129   | 18       | 1        | 25       | 224   | 78    | 0     | 2        | 0     | 4     | 28    | 0     | 6     | 120   | 18       | .255  | .300     | .444     | .744  |
| 2013      | CWS      | 124   | 473   | 441   | 43    | 117   | 23       | 3        | 14       | 188   | 56    | 0     | 0        | 0     | 5     | 24    | 0     | 3     | 98    | 11       | .265  | .304     | .426     | .731  |
| 2014      | CWS      | 145   | 563   | 523   | 65    | 121   | 22       | 3        | 21       | 212   | 58    | 0     | 1        | 0     | 3     | 32    | 3     | 5     | 122   | 19       | .231  | .281     | .405     | .686  |
| 2016      | 中日     | 119   | 471   | 416   | 63    | 114   | 22       | 0        | 22       | 202   | 68    | 1     | 0        | 0     | 3     | 44    | 0     | 8     | 68    | 13       | .274  | .352     | .486     | .838  |
| 2017      | 中日     | 87    | 367   | 332   | 43    | 83    | 11       | 1        | 18       | 150   | 49    | 4     | 0        | 0     | 1     | 29    | 0     | 5     | 52    | 10       | .250  | .319     | .452     | .771  |
| 2018      | 中日     | 135   | 582   | 512   | 91    | 178   | 26       | 1        | 26       | 284   | 99    | 3     | 4        | 0     | 4     | 51    | 4     | 15    | 61    | 24       | .348  | .419     | .555     | .974  |
| 2019      | 中日     | 143   | 594   | 534   | 56    | 168   | 43       | 0        | 18       | 265   | 93    | 2     | 1        | 0     | 6     | 41    | 9     | 13    | 88    | 22       | .315  | .374     | .496     | .870  |
| 2020      | 中日     | 109   | 462   | 409   | 48    | 109   | 23       | 0        | 17       | 183   | 82    | 3     | 2        | 0     | 10    | 34    | 3     | 9     | 48    | 17       | .267  | .329     | .447     | .776  |
| 2021      | 中日     | 130   | 526   | 480   | 44    | 132   | 23       | 1        | 17       | 208   | 70    | 1     | 2        | 0     | 3     | 35    | 9     | 8     | 56    | 15       | .275  | .333     | .433     | .766  |
| 2022      | 中日     | 129   | 532   | 483   | 52    | 142   | 27       | 0        | 14       | 211   | 63    | 1     | 1        | 0     | 2     | 40    | 2     | 7     | 59    | 20       | .294  | .355     | .437     | .792  |
| 2023      | 中日     | 91    | 347   | 315   | 20    | 77    | 9        | 0        | 6        | 104   | 23    | 0     | 0        | 0     | 1     | 27    | 1     | 4     | 41    | 8        | .244  | .311     | .330     | .641  |
| 2024      | 中日     | 15    | 46    | 43    | 2     | 9     | 1        | 0        | 1        | 13    | 2     | 0     | 0        | 0     | 0     | 2     | 1     | 1     | 3     | 3        | .209  | .261     | .302     | .563  |
| CNS：4年  | CNS：4年 | 305   | 1143  | 987   | 148   | 281   | 40       | 12       | 33       | 444   | 147   | 7     | 10       | 11    | 7     | 107   | 26    | 31    | 167   | 38       | .285  | .370     | .450     | .820  |
| MLB：5年  | MLB：5年 | 483   | 1798  | 1675  | 200   | 425   | 73       | 7        | 66       | 710   | 211   | 2     | 2        | 0     | 14    | 95    | 3     | 16    | 388   | 57       | .254  | .298     | .424     | .722  |
| NPB：9年  | NPB：9年 | 958   | 3927  | 3524  | 419   | 1012  | 185      | 3        | 139      | 1620  | 549   | 15    | 10       | 0     | 30    | 303   | 29    | 70    | 476   | 132      | .287  | .353     | .460     | .812  |

- 2024年度シーズン終了時
- 各年度の太字はリーグ最高
- キューバで通常用いられる個人通算成績は、プレーオフや選抜リーグなども合算するため、この表の合計とは一致しない

### 年度別打撃成績所属リーグ内順位
| 年 度 | 年 齢 | リ ｜ グ   | 打 率 | 安 打 | 二 塁 打 | 三 塁 打 | 本 塁 打 | 打 点 | 盗 塁 | 出 塁 率 |
| ----- | ----- | ---------- | ----- | ----- | -------- | -------- | -------- | ----- | ----- | -------- |
| 2010  | 21    | ア・リーグ | -     | -     | -        | -        | -        | -     | -     | -        |
| 2011  | 22    | ア・リーグ | -     | -     | -        | -        | -        | -     | -     | -        |
| 2012  | 23    | ア・リーグ | -     | -     | -        | -        | -        | -     | -     | -        |
| 2013  | 24    | ア・リーグ | -     | -     | -        | -        | -        | -     | -     | -        |
| 2014  | 25    | ア・リーグ | -     | -     | -        | -        | -        | -     | -     | -        |
| 2016  | 27    | セ・リーグ | -     | -     | -        | -        | 9位      | -     | -     | -        |
| 2017  | 28    | セ・リーグ | -     | -     | -        | -        | -        | -     | -     | -        |
| 2018  | 29    | セ・リーグ | 1位   | 1位   | -        | -        | 9位      | 3位   | -     | 6位      |
| 2019  | 30    | セ・リーグ | 2位   | 3位   | 2位      | -        | -        | 6位   | -     | 10位     |
| 2020  | 31    | セ・リーグ | -     | -     | -        | -        | -        | 4位   | -     | -        |
| 2021  | 32    | セ・リーグ | -     | -     | -        | -        | -        | -     | -     | -        |
| 2022  | 33    | セ・リーグ | 5位   | -     | 10位     | -        | -        | -     | -     | 7位      |
| 2023  | 34    | セ・リーグ | -     | -     | -        | -        | -        | -     | -     | -        |

- 太字年度は規定打席到達年度
- -は10位未満（打率は規定打席未到達の場合も-と表記）

### 年度別守備成績
| 年 度     | 球 団 | 一塁（1B） | 一塁（1B） | 一塁（1B） | 一塁（1B） | 一塁（1B） | 一塁（1B） | 三塁（3B） | 三塁（3B） | 三塁（3B） | 三塁（3B） | 三塁（3B） | 三塁（3B） | 外野（OF） | 外野（OF） | 外野（OF） | 外野（OF） | 外野（OF） | 外野（OF） | 左翼（LF） | 左翼（LF） | 左翼（LF） | 左翼（LF） | 左翼（LF） | 左翼（LF） | 中堅（CF） | 中堅（CF） | 中堅（CF） | 中堅（CF） | 中堅（CF） | 中堅（CF） | 右翼（RF） | 右翼（RF） | 右翼（RF） | 右翼（RF） | 右翼（RF） | 右翼（RF） |
| 年 度     | 球 団 | 試 合      | 刺 殺      | 補 殺      | 失 策      | 併 殺      | 守 備 率   | 試 合      | 刺 殺      | 補 殺      | 失 策      | 併 殺      | 守 備 率   | 試 合      | 刺 殺      | 補 殺      | 失 策      | 併 殺      | 守 備 率   | 試 合      | 刺 殺      | 補 殺      | 失 策      | 併 殺      | 守 備 率   | 試 合      | 刺 殺      | 補 殺      | 失 策      | 併 殺      | 守 備 率   | 試 合      | 刺 殺      | 補 殺      | 失 策      | 併 殺      | 守 備 率   |
| --------- | ----- | ---------- | ---------- | ---------- | ---------- | ---------- | ---------- | ---------- | ---------- | ---------- | ---------- | ---------- | ---------- | ---------- | ---------- | ---------- | ---------- | ---------- | ---------- | ---------- | ---------- | ---------- | ---------- | ---------- | ---------- | ---------- | ---------- | ---------- | ---------- | ---------- | ---------- | ---------- | ---------- | ---------- | ---------- | ---------- | ---------- |
| 2004-2005 | VCL   | -          | -          | -          | -          | -          | -          | 69         | 39         | 138        | 8          | 21         | .957       | -          | -          | -          | -          | -          | -          | 1          | 0          | 0          | 0          | 0          | ----       | -          | -          | -          | -          | -          | -          | -          | -          | -          | -          | -          | -          |
| 2005-2006 | VCL   | -          | -          | -          | -          | -          | -          | 47         | 31         | 108        | 10         | 12         | .933       | -          | -          | -          | -          | -          | -          | -          | -          | -          | -          | -          | -          | 5          | 1          | 0          | 0          | 0          | 1.000      | 52         | 74         | 5          | 4          | 1          | .952       |
| 2006-2007 | VCL   | -          | -          | -          | -          | -          | -          | 72         | 49         | 164        | 14         | 18         | .938       | -          | -          | -          | -          | -          | -          | -          | -          | -          | -          | -          | -          | -          | -          | -          | -          | -          | -          | 33         | 27         | 1          | 2          | 1          | .933       |
| 2007-2008 | VCL   | -          | -          | -          | -          | -          | -          | 53         | 22         | 98         | 7          | 9          | .945       | -          | -          | -          | -          | -          | -          | 2          | 1          | 0          | 0          | 0          | 1.000      | -          | -          | -          | -          | -          | -          | 6          | 3          | 0          | 0          | 0          | 1.000      |
| 2010      | CWS   | 7          | 30         | 0          | 0          | 2          | 1.000      | 23         | 8          | 27         | 4          | 5          | .897       | -          | -          | -          | -          | -          | -          | -          | -          | -          | -          | -          | -          | -          | -          | -          | -          | -          | -          | -          | -          | -          | -          | -          | -          |
| 2011      | CWS   | 4          | 18         | 1          | 0          | 1          | 1.000      | -          | -          | -          | -          | -          | -          | -          | -          | -          | -          | -          | -          | -          | -          | -          | -          | -          | -          | -          | -          | -          | -          | -          | -          | 21         | 26         | 2          | 0          | 1          | 1.000      |
| 2012      | CWS   | -          | -          | -          | -          | -          | -          | -          | -          | -          | -          | -          | -          | -          | -          | -          | -          | -          | -          | 131        | 233        | 13         | 2          | 0          | .992       | -          | -          | -          | -          | -          | -          | -          | -          | -          | -          | -          | -          |
| 2013      | CWS   | -          | -          | -          | -          | -          | -          | -          | -          | -          | -          | -          | -          | -          | -          | -          | -          | -          | -          | 109        | 147        | 12         | 5          | 0          | .970       | -          | -          | -          | -          | -          | -          | -          | -          | -          | -          | -          | -          |
| 2014      | CWS   | 4          | 25         | 0          | 0          | 1          | 1.000      |            |            |            |            |            |            | -          | -          | -          | -          | -          | -          | 55         | 78         | 2          | 4          | 0          | .952       | -          | -          | -          | -          | -          | -          | 84         | 137        | 3          | 4          | 0          | .972       |
| 2016      | 中日  | 105        | 904        | 66         | 12         | 69         | .988       | -          | -          | -          | -          | -          | -          | 9          | 6          | 1          | 0          | 0          | 1.000      | -          | -          | -          | -          | -          | -          | -          | -          | -          | -          | -          | -          | -          | -          | -          | -          | -          | -          |
| 2017      | 中日  | 87         | 771        | 51         | 5          | 81         | .994       | -          | -          | -          | -          | -          | -          | -          | -          | -          | -          | -          | -          | -          | -          | -          | -          | -          | -          | -          | -          | -          | -          | -          | -          | -          | -          | -          | -          | -          | -          |
| 2018      | 中日  | 132        | 1221       | 78         | 5          | 95         | .996       | -          | -          | -          | -          | -          | -          | -          | -          | -          | -          | -          | -          | -          | -          | -          | -          | -          | -          | -          | -          | -          | -          | -          | -          | -          | -          | -          | -          | -          | -          |
| 2019      | 中日  | 142        | 1132       | 91         | 6          | 95         | .995       | -          | -          | -          | -          | -          | -          | -          | -          | -          | -          | -          | -          | -          | -          | -          | -          | -          | -          | -          | -          | -          | -          | -          | -          | -          | -          | -          | -          | -          | -          |
| 2020      | 中日  | 109        | 937        | 67         | 1          | 89         | .999       | -          | -          | -          | -          | -          | -          | -          | -          | -          | -          | -          | -          | -          | -          | -          | -          | -          | -          | -          | -          | -          | -          | -          | -          | -          | -          | -          | -          | -          | -          |
| 2021      | 中日  | 128        | 1032       | 93         | 7          | 84         | .994       | -          | -          | -          | -          | -          | -          | -          | -          | -          | -          | -          | -          | -          | -          | -          | -          | -          | -          | -          | -          | -          | -          | -          | -          | -          | -          | -          | -          | -          | -          |
| 2022      | 中日  | 128        | 1064       | 96         | 5          | 95         | .996       | -          | -          | -          | -          | -          | -          | -          | -          | -          | -          | -          | -          | -          | -          | -          | -          | -          | -          | -          | -          | -          | -          | -          | -          | -          | -          | -          | -          | -          | -          |
| 2023      | 中日  | 90         | 719        | 70         | 4          | 65         | .995       | -          | -          | -          | -          | -          | -          | -          | -          | -          | -          | -          | -          | -          | -          | -          | -          | -          | -          | -          | -          | -          | -          | -          | -          | -          | -          | -          | -          | -          | -          |
| CNS       | CNS   | -          | -          | -          | -          | -          | -          | 241        | 141        | 508        | 39         | 60         | .943       | -          | -          | -          | -          | -          | -          | 3          | 1          | 0          | 0          | 0          | 1.000      | 5          | 1          | 0          | 0          | 0          | 1.000      | 91         | 104        | 6          | 6          | 2          | .948       |
| MLB       | MLB   | 15         | 73         | 1          | 0          | 4          | 1.000      | 23         | 8          | 27         | 4          | 5          | .897       | -          | -          | -          | -          | -          | -          | 295        | 458        | 27         | 11         | 0          | .978       | -          | -          | -          | -          | -          | -          | 105        | 163        | 5          | 4          | 1          | .977       |
| NPB       | NPB   | 921        | 7780       | 612        | 45         | 673        | .995       | -          | -          | -          | -          | -          | -          | 9          | 6          | 1          | 0          | 0          | 1.000      | -          | -          | -          | -          | -          | -          | -          | -          | -          | -          | -          | -          | -          | -          | -          | -          | -          | -          |

- 2023年度シーズン終了時
- 各年度の太字はリーグ最高
- 太字年はゴールデングラブ賞受賞年
- キューバで通常用いられる個人通算成績は、プレーオフや選抜リーグなども合算するため、この表の合計とは一致しない

### タイトル
NPB
- 首位打者：1回（2018年）
- 最多安打：1回（2018年）

### 表彰
NPB
- ベストナイン：2回（一塁手部門：2018年、2019年）
- ゴールデングラブ賞：2回（一塁手部門：2020年、2021年）
- 月間MVP：4回（打者部門：2016年3・4月、2017年5月[23]、2018年8月[32]、2022年9・10月[63]） ※外国人枠の野手による1年目開幕月での受賞はセ・リーグ史上初[18]
- セ・パ交流戦 日本生命賞：1回（2021年）[125]
- オールスターゲーム敢闘選手賞：1回（2022年第1戦[61][126]）

### 記録

#### MLB
初記録
- 初出場・初先発出場：2010年6月20日、対ワシントン・ナショナルズ3回戦（ナショナルズ・パーク）、「7番・三塁手」で先発出場
- 初打席：同上、2回表にジョン・ラナンから中飛
- 初安打：同上、4回表にジョン・ラナンから中前安打
- 初打点：2010年7月4日、対テキサス・レンジャーズ9回戦（レンジャース・ボールパーク・イン・アーリントン）、5回表にスコット・フェルドマンから遊撃ゴロの間に記録
- 初本塁打：2010年7月5日、対ロサンゼルス・エンゼルス・オブ・アナハイム3回戦（USセルラー・フィールド）、7回裏にスコット・カズミアーから左越ソロ
- 初盗塁：2010年6月29日、対カンザスシティ・ロイヤルズ8回戦（カウフマン・スタジアム）、6回表に二盗（投手：カネコア・テシェイラ、捕手：ジェイソン・ケンドール）

その他の記録
- オールスター・フューチャーズゲーム選出：2回（2009年、2011年）

#### NPB
初記録
- 初出場・初先発出場：2016年3月25日、対阪神タイガース1回戦（京セラドーム大阪）、「4番・一塁手」で先発出場
- 初打席：同上、2回表にランディ・メッセンジャーから三塁ゴロ
- 初安打・初打点：同上、6回表にランディ・メッセンジャーから二塁適時内野安打
- 初本塁打：同上、8回表に鶴直人から右越ソロ[127]
- 初盗塁：2016年8月10日、対東京ヤクルトスワローズ20回戦（ナゴヤドーム）、8回裏に二盗（投手：ジョシュ・ルーキ、捕手：西田明央）

節目の記録
- 100本塁打：2020年10月21日、対横浜DeNAベイスターズ20回戦（ナゴヤドーム）、7回裏にエドウィン・エスコバーから右越3ラン ※史上298人目
- 1000安打：2023年9月24日、対阪神タイガース23回戦（バンテリンドーム ナゴヤ）、9回裏に才木浩人から三塁内野安打 ※史上317人目、中日の外国人では史上初[128]

その他の記録
- 1イニング2本塁打：2016年5月7日、対読売ジャイアンツ5回戦（東京ドーム）、2回表に今村信貴から左越ソロ、右越3ラン ※史上19人目（21度目）[129]
- 月間47安打：2018年8月 ※セ・リーグ記録
- オールスターゲーム出場：3回（2016年、2021年、2022年）
- 全球団から本塁打：2025年8月17日、対中日ドラゴンズ20回戦（バンテリンドーム ナゴヤ）、2回表に松葉貴大から中越ソロ※史上48人目、外国人選手史上17人目[130]

#### MLB/NPB通算
節目の記録
- 100本塁打：2017年6月13日、対北海道日本ハムファイターズ1回戦（ナゴヤドーム）、1回裏に加藤貴之から左越2ラン[131][132]
- 1000安打：2020年7月19日、対阪神タイガース6回戦（阪神甲子園球場）、2回表に岩貞祐太から二塁内野安打[133]
- 200本塁打：2023年6月13日、対千葉ロッテマリーンズ1回戦（バンテリンドーム ナゴヤ）、6回裏に小島和哉から左越ソロ[134]

### 背番号
- 24（2010年 - 2014年）
- 66（2016年[13] - 2024年、2025年7月[80] - ）
- 59（2025年5月[135] - 2025年7月[136]）